# A Presumption of Innocence
A Presumption of Innocence is de elfde aflevering van het derde seizoen van het tienerdrama Beverly Hills, 90210, die voor het eerst werd uitgezonden op 21 oktober 1992.

## Verhaal
Sue moet vanwege slechte cijfers nablijven bij Gil. Niet veel later rent ze er huilend weg. Andrea is hier een getuige van. Als Sues moeder een paar dagen later Gil aanklaagt voor aanranding, probeert Andrea Sue te steunen. Donna en David proberen te ontdekken wat er daadwerkelijk gebeurd is, aangezien er verdeelde meningen over de waarheid zijn onder de gehele groep.
Ondertussen neemt Brandon danslessen omdat Nikki dolgraag wil dansen met hem. Dylan krijgt ondertussen last van een hoestprobleem nadat hij in vervuild water heeft gezwommen.
Later geeft Sue toe dat Gil haar niet heeft aangerand. Als Donna haar probeert te steunen, geeft Sue toe dat haar oom, die nu bij de familie verblijft, haar heeft misbruikt als kind. Niet veel later verhuist de familie Scanlon.

## Rolverdeling
- Jason Priestley - Brandon Walsh
- Shannen Doherty - Brenda Walsh
- Jennie Garth - Kelly Taylor
- Ian Ziering - Steve Sanders
- Gabrielle Carteris - Andrea Zuckerman
- Luke Perry - Dylan McKay
- Brian Austin Green - David Silver
- Tori Spelling - Donna Martin
- Joe E. Tata - Nat Bussichio
- Nicholle Tom - Sue Scanlon
- Dana Barron - Nikki Witt
- Mark Kiely - Gil Meyers
- Jenny O'Hara - Pam Scanlon
- Cliff Bemis - Oom Henry
- Courtney Barilla - Amy Scanlon